# پائولو مندز
پائولو مندز (به پرتغالی: Paulo Menezes) مدافع اهل برزیل است که در شهر برزیل و در تاریخ ۱۴ ژوئیهٔ ۱۹۸۲ به دنیا آمده‌است.
پائولو مندز در تیم‌های فوتبال FC Baden، FC Aarau، باشگاه فوتبال گراس‌هوپر زوریخ، FC Lugano سابقهٔ حضور دارد.